# 茅屋起司

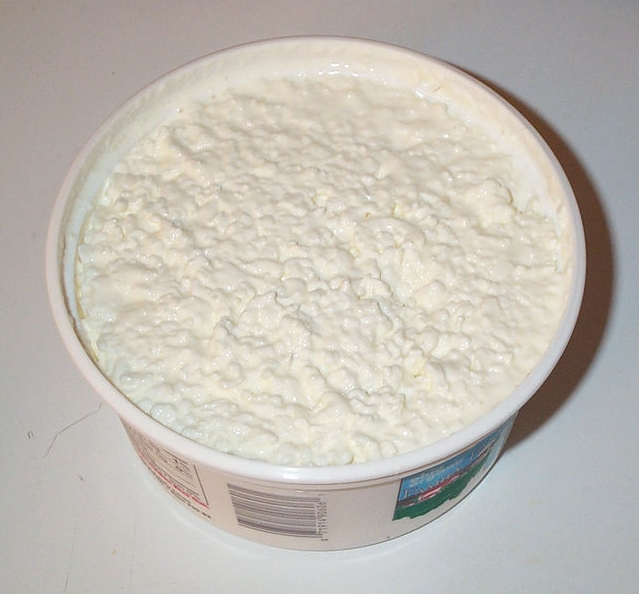

茅屋起司（英語：cottage cheese）是一種起司，原產於美國，最早為19世紀末由明尼蘇達州的農民為了不浪費發酸的牛奶而製成，又稱為荷蘭乳酪。茅屋起司由脫脂牛奶製作，外表為白色，形狀較為鬆散，略帶酸味。茅屋起司可以生吃，也可用於製作三明治、西點。
茅屋起司是新鲜的奶酪，没有经过长时间的熟化和发酵，含水量高，因此单位重量的茅屋起司的卡路里含量比常见的熟化奶酪（如切达奶酪）低。

## 外部連結
- 维基共享资源上的相關多媒體資源：茅屋起司